# Байрон, Анна Изабелла
Энн Изабелла Ноэль Байрон, 11-я баронесса Уэнворт, баронесса Байрон (англ. Anne Isabella Noel Byron, 11th Baroness Wentworth and Baroness Byron; 17 мая 1792 — 16 мая 1860), известна также под именем Аннабелла — английский реформатор в сфере образования, основательница первой в Британии школы, где были запрещены телесные наказания, активно боролась за отмену рабства. Мать первой женщины-программиста Ады Лавлейс.
Родилась в аристократической семье, была единственной дочерью сэра Ральфа Милбенка, 6-го баронета, и его жены Юдит Ноэль, сестры Томаса Ноэля, виконта Уэнтворт. В 1815 году вышла замуж за Джорджа Байрона, но этот брак был недолгим. Из-за пьянства и связей лорда Байрона на стороне их брак распался уже в начале 1816 года, после чего лорд Байрон навсегда покинул Англию, а Аннабелла прожила остаток дней в забвении и больше не выходила замуж.
Единственная дочь лорда Байрона и Аннабеллы, Ада, стала известным математиком и одной из основоположниц программирования.

## Имя
При рождении девочка получила имя Энн Изабелла Милбенк. В апреле 1815 года, когда Энн уже была замужем за лордом Байроном, умер её дядя, Томас Ноэль, виконт и барон Уэнтворт, после чего леди Милбенк и её кузен Натаниэль Керзон (лорд Скарсдейл) совместно унаследовали имущество виконта, а также впоследствии присоединили фамилию «Ноэль» к «Милбенк». Со смертью Томаса Ноэля титул виконта Уэнтворта прервался, а титул барона Уэнтворта попал в состояние ожидания. После смерти Натаниэля Керзона в 1856 году титул баронессы Уэнтворт перешёл к Энн, в то время уже вдове лорда Байрона, но она предпочитала его не использовать, подписывая свои письма «А. И. Ноэль-Байрон», а завещание — как «баронесса Ноэль-Байрон». Мир знал её как «леди Байрон», а друзья называли «Аннабелла».

## Биография
Энн родилась в Элемор-Холле, близ Питтингтона, графство Дарем. Девочка была одарённым ребёнком, и родители наняли ей в качестве наставника бывшего профессора Кембриджского университета Уильяма Френда, впоследствии известного писателя и церковного деятеля. Благодаря этому начальное образование Энн напоминало обучение в Кембридже — она изучала классическую литературу, философию, и математику, в которой особенно преуспела. Впоследствии из-за обширных познаний в математике лорд Байрон дал своей жене прозвище «Принцесса параллелограммов».
Энн выросла глубоко религиозной и придерживалась строгих нравов, друзья и знакомые нередко описывали её как холодную и чопорную. В марте 1812 года она познакомилась с поэтом Джорджем Байроном, стремительно набиравшим популярность после выхода его поэмы «Паломничество Чайльд-Гарольда». Байрон начал регулярно оказывать Энн знаки внимания и, несмотря на то, что Энн их отвергала, в октябре 1812 года сделал ей предложение. Поскольку Байрон был известен в обществе как человек весьма вольного нрава, друзья и знакомые Энн считали невозможным такой брак. Спустя три дня Энн написала Байрону письмо, в котором отклонила предложение, но, тем не менее, продолжала сохранять интерес к его творчеству. Впоследствии Энн в беседах с матерью говорила, что она сочла своим религиозным долгом поддержать Байрона, чтобы улучшить его поведение. В августе 1813 года Энн возобновила переписку с Байроном, поддерживая его и в то время, когда общественное мнение о поэте было неблагоприятным. Отец Энн, сэр Ральф Милбенк, зная о переписке дочери с поэтом, пригласил Байрона посетить их дом в графстве Дарем. Байрон принял это приглашение и в сентябре 1814 года вновь сделал предложение Энн, которое она на сей раз приняла. Венчание состоялось 2 января 1815 года в Сишем-Холле в графстве Дарем, церемонию венчания провёл преподобный Томас, незаконнорожденный сын Томаса Ноэля, виконта Уэнтвуда, приходившийся Энн кузеном.
После бракосочетания чета Байрон поселилась в Лондоне, на Пикадилли-Террас. Лорд Байрон в это время испытывал большие финансовые затруднения. Он отвергал предложения о публикациях, поскольку считал предлагаемые суммы гонораров недостаточными, и в конце концов был вынужден продать свои имения в Ньюстедском аббатстве и Рочдейле, чтобы погасить долги. Из-за финансовых проблем Байрон сильно пил и вымещал злость на домашних, включая жену. В письме к своей единокровной сестре Августе Ли, он написал, что подозревает жену в том, что она взломала ящик его письменного стола и шарила в нём. В том же году он завязал роман с лондонской хористкой Сьюзан Бойс.
Энн в это время была беременна и должна была родить в конце 1815 года. Её всё более угнетало поведение мужа, временами она опасалась, что Байрон сойдёт с ума. В ноябре она написала Августе Ли, рассказав ей о поведении мужа. Ли приехала домой к Байронам и сочла состояние Байрона невменяемым. 10 декабря Энн родила дочь, которую они назвали Ада. В январе 1816 года Байрон предложил продать дом на Пикадилли-Террас и предложил Энн отвезти дочь в дом своих родителей и остаться там, пока он не урегулирует свои финансовые проблемы. Энн, будучи убеждённой в безумии мужа, вызвала доктора для его негласного освидетельствования, но доктор рекомендовал ей последовать совету мужа и переехать в поместье родителей. После этого Энн связалась со своим адвокатом Джоном Хэнсоном, высказала ему свои опасения, и даже дала брошюру о гидроцефалии, полагая, что Байрон мог быть поражён этой болезнью. После этого Энн забрала Аду и увезла к своим родителям в Киркби-Мэллори, Лестершир. Байрон увидел свою дочь в первый и последний раз лишь через месяц после рождения.
В первый месяц пребывания в Киркби-Мэллори, Энн, по-видимому, ещё рассчитывала на примирение с Байроном, называя его в письмах «дорогой утёнок». Мать Энн, Юдит Ноэль, также направила зятю письмо с приглашением посетить жену и дочь в Киркби-Мэллори. Но Байрон не отреагировал на письма, после чего адвокат Энн отправил поэту письмо с ходатайством о разводе. Это письмо попало в руки Августы Ли, которая продолжала жить с братом на Пикадилли-Террас, но она не отдала письмо Байрону, опасаясь, что тот покончит с собой. Ли отправила письмо обратно в Киркби-Мэлори с собственной припиской, что брак Байронов — слишком деликатная тема.
Через неделю адвокат Энн вновь отправил Байрону предложение развода, которое поэт на сей раз получил, но отказывался верить, что Энн больше не хочет быть замужем за ним, и поначалу отклонил предложение о разводе, но позже изменил свое мнение. 21 апреля 1816 года Байрон подписал официальный развод с Энн и навсегда покинул Англию.
Несмотря на развод, Энн до самой смерти Байрона стремилась спасти его душу и обеспечить ему место на небесах. Она хранила письма Байрона, копии своих собственных писем к нему, и письма о нём. Энн скрупулёзно документировала свои отношения с Байроном, готовясь к любым возможным их изменениям. Сам же Байрон не обращался с просьбой установления опеки над Адой, хотя он послал за ними обеими незадолго до своей смерти в Греции 19 апреля 1824 года. Одержимость Энн Байроном не закончилась с его смертью. Оставшуюся жизнь Энн посвятила решению социальных проблем, таких, как реформа пенитенциарной системы и отмена рабства. В частности, леди Байрон посетила Всемирную антирабовладельческую конвенцию 1840 года, где была одной из немногих женщин-делегатов.
Леди Байрон умерла от рака молочной железы 16 мая 1860 года, за день до своей 68-й годовщины, и была похоронена на лондонском кладбище Кенсал-Грин. В своём завещании Энн оставила £ 300 писателю Джорджу Макдональду, которому она покровительствовала при жизни. Титул барона Уэнтворта перешёл от Энн к её внуку, сыну Ады Байрону Кинг-Ноэлю, виконту Окхем.
Незадолго до смерти Энн рассказала историю своего брака с Байроном известной американской писательнице Гарриет Бичер-Стоу, которая рекомендовала Энн молчать об этом. Лишь через 9 лет после смерти Энн, в 1869 году Бичер-Стоу опубликовала мемуары, раскрывающие кровосмесительные отношения между Байроном и его сводной сестрой. Публикация вызвала скандал, из-за которого Бичер-Стоу потеряла былую популярность.

## Интересные факты
«Прощай, и если навсегда, то навсегда прощай» — эпиграф к 8-й главе «Евгения Онегина» А. С. Пушкина. Начало стихотворения Байрона «Прощай» («Fare thee well») из цикла «Стихи о разводе» («Poems of separations»), 1816 г.:
Fare thee well, and if for ever
Still for ever fare thee well.